# Manuel de la Peña y Peña
Manuel José María de la Peña y Peña (Ciudad de México, 10 de marzo de 1789-Ciudad de México, 2 de enero de 1850) fue un jurista y político mexicano que se desempeñó como presidente de México, de manera interina, en dos ocasiones durante la intervención estadounidense en México en 1847 y 1848. Era presidente cuando se firmaron los  Tratados de Guadalupe Hidalgo donde México perdió más de la mitad de su territorio.

## Carrera política
Estudiante en el Seminario Conciliar de México del que egresó como abogado civil y eclesiástico desde el 16 de diciembre de 1811; fue síndico del ayuntamiento de la Ciudad de México desde el 26 de diciembre de 1813. En el 23 de febrero de 1820 la Corona española lo nombró oidor de Quito pero ante la proclamación del Plan de Iguala prefirió quedarse en México. Durante el efímero Primer Imperio Mexicano fue encargado de las fiscalías de Hacienda y del Crimen, así como consejero de Estado y ministro plenipotenciario en la República de Colombia.
En 1824 fue ministro del Interior; en 1843 redactó un Código Civil y participó en las Bases Orgánicas de la Junta Nacional Legislativa; profesor de la Universidad, presidente de la Academia de Jurisprudencia y rector del Colegio de Abogados; designado ministro plenipotenciario en Roma en 1845. Del 14 de agosto al 13 de diciembre de 1845 fue ministro de Relaciones Interiores y Exteriores en el gobierno de José Joaquín de Herrera.

## Intervención estadounidense en México
Al inicio de la Guerra de Intervención estadounidense era presidente de la Suprema Corte de Justicia. Con el norte de la república ocupada por el general Taylor, los puertos bloqueados por la armada de los Estados Unidos, la capital del país en las manos del general Scott. En el acontecimiento, el presidente de México Antonio López de Santa Anna había huido, entonces le correspondió a de la Peña y Peña entrar como presidente interino. El gobierno mexicano se estableció en Toluca, la presidencia de Manuel de la Peña y Peña solo tenía un objetivo: alcanzar la paz con los Estados Unidos de América.

## Firma del tratado de Guadalupe Hidalgo

Negociaciones de la frontera entre Estados Unidos y México durante el Tratado de Guadalupe Hidalgo.

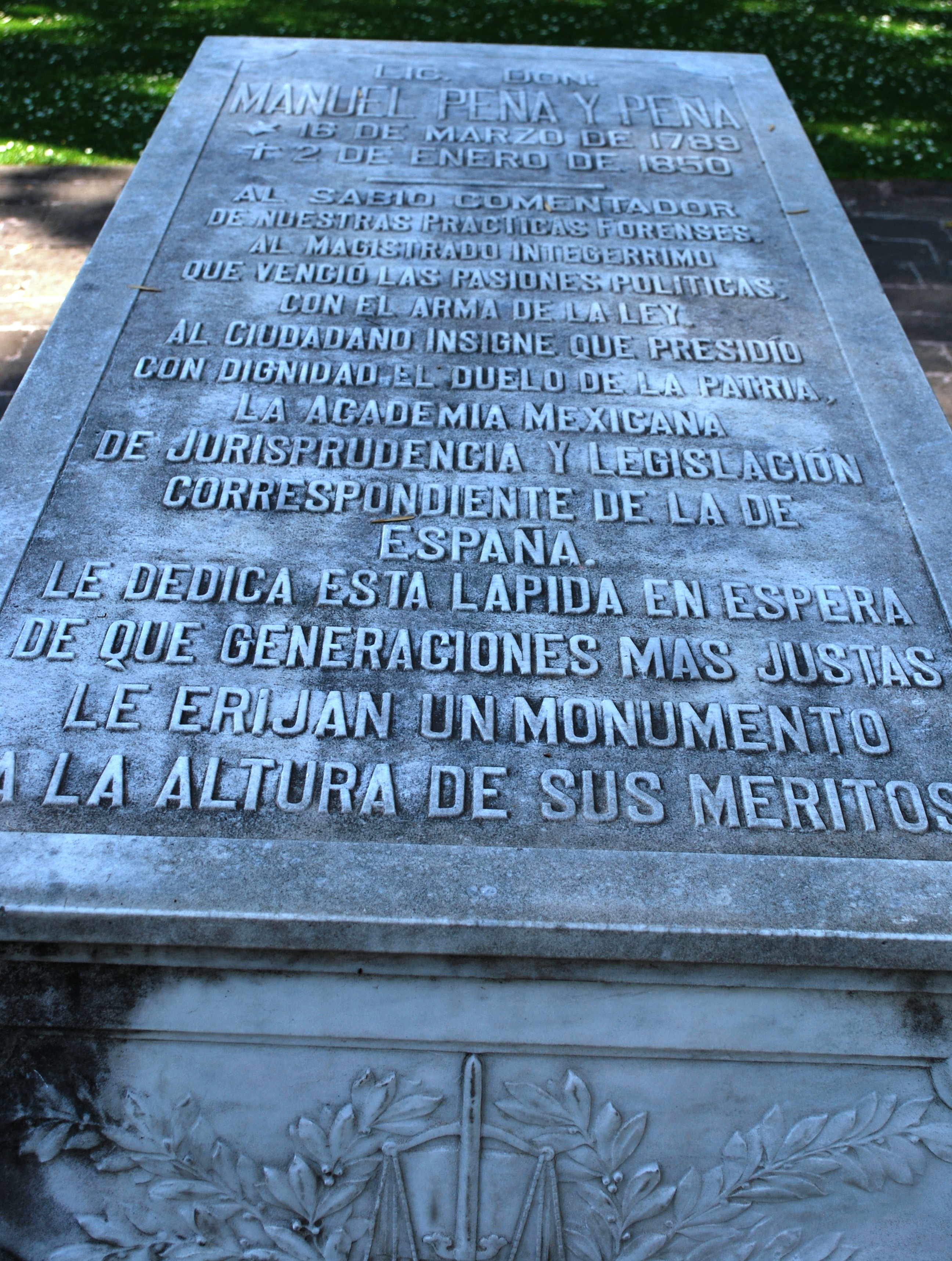
Sepulcro de Manuel de la Peña y Peña en la Rotonda de las Personas Ilustres (México).

El Congreso se reunió el 7 de mayo en Querétaro, aunque no todos los diputados y senadores se presentaron, el escrúpulo de aprobar la firma del tratado de paz era un dilema. Peña y Peña fue nombrado presidente interino, cargo que ejerció del 16 de septiembre al 13 de noviembre de 1847. Entregó el puesto al general Pedro María Anaya quien lo nombró ministro de Relaciones, ejerciendo el cargo del 14 de noviembre de 1847 al 8 de enero de 1848.
A Manuel de la Peña y Peña le tocó negociar como ministro de Relaciones y firmar como presidente con el gobierno estadounidense el Tratado de Guadalupe Hidalgo, por el cual México cedió 2 400 000 km² de su territorio. Logró salvar la península de Baja California con su unión por tierra con Sonora y conservar la soberanía del Istmo de Tehuantepec, así como la liberación de las reclamaciones de particulares anteriores a la guerra, mientras Estados Unidos se obligaba a defender la frontera de las incursiones indias y respetar los derechos de propiedad de particulares mexicanos en las tierras arrebatadas. El gobierno mexicano recibió una indemnización de 15 millones de pesos, la cual no se entregó completa. El tratado fue firmado el 2 de febrero de 1848.

El que quiera calificar de deshonroso el Tratado de Guadalupe por la extensión del territorio cedido, no resolverá nunca cómo podrá terminarse una guerra desgraciada... Los territorios que se han cedido por el Tratado no se pierden por la suma de quince millones de pesos, sino por recobrar nuestros puertos, por la cesación definitiva de toda clase de males, de todo género de horrores, por consolar a multitud de familias... Demasiado sentimos ya la desorganización social, la inseguridad de las poblaciones y caminos, la paralización de todos los ramos de riqueza pública y la miseria general.
Manuel de la Peña y Peña.

De la Peña y Peña entregó la presidencia al ciudadano electo por el Congreso: José Joaquín de Herrera. Dejó el poder el 2 de junio de 1848. Al año siguiente, fue elegido gobernador del Estado de México, pero prefirió ocupar un cargo en la Suprema Corte de Justicia de la Nación. Durante su gestión murió víctima de cólera morbo el 2 de enero de 1850.  Sus restos fueron trasladados a la Rotonda de las Personas Ilustres en 1895.